# 白頭大幹

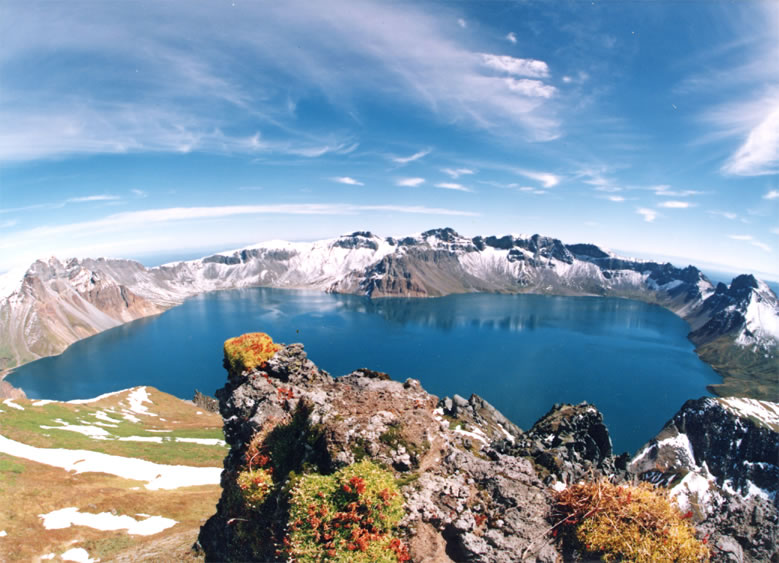
白頭山頂上部の天池。

白頭大幹（ペクトゥデガン、はくとうだいかん、朝: 백두대간）は、北の白頭山から南の智異山まで朝鮮半島の大部分を縦断している山脈、分水嶺の線。河川などによって分断されることなく朝鮮の国土を貫く山系であり、朝鮮において伝統的な思想である風水地理の哲学と実践において、根幹をなす概念である。白頭大幹は、しばしば朝鮮半島の「脊椎」として言及され、歴史的にも様々な芸術作品において、そのように表現されてきた。白頭大幹は、小白山脈全体と、太白山脈の大部分を合せたものである。
標高 2,744m の白頭山は、白頭大幹の北端に位置し、広く朝鮮の山々の父と見なされており、そこから 1400 km にわたって延びる白頭大幹は、朝鮮半島の背骨としてしばしば言及される。

## 歴史
白頭大幹という表現は、北の白頭山から南の智異山に至る山稜の連なりを捉えた言及のしかたである。風水思想の形勢学派は、「気」の流れである「脈」に沿って山脈が形成されると考えるが、申景濬は『山経表（산경표）』において、「白頭大幹」に初めて言及し、これを最高位の「脈」と位置付けた。
以降、朝鮮では長らく「白頭大幹」あるいは「白頭正幹」といった表現が用いられていたが、近代地理学の導入が始まると、張志淵が1909年に発表した『大韓新地誌』を初出として「白頭山脈」という表現が導入されるようになり、1910年から1945年に至る日本統治時代の朝鮮において、日本は朝鮮の山々の構造を捉えなおすため、山脈の概念を導入しようとした。日本統治時代に広まった山脈という捉え方は、地下の地質学的構造を優先した考え方であり、地形学的構造を優先したものではなかった。
1990年代、大韓民国では『山経表』の復刻出版を契機に、「白頭大幹」への関心が高まった。 2003年、大韓民国環境部は、「国土を健全に保存し快適な自然環境を造成」することをうたった「白頭大幹保護に関する法律」を公布した。
一部の人々は、現状では軍事境界線によって分断されているこの稜線全体を歩き通すことを夢見ている。ニュージーランド出身で大韓民国在住の写真家ロジャー・シェパードは、2007年から南の山々の登山と撮影を始め、2011年以降は北の山々にも登山して、2013年に写真集『BAEKDU DAEGAN KOREA:Mountains of North & South Korea』を発表した。

## 山

### 北
- 白頭山 (2744m)
- 楸哥嶺（朝鮮語版） (752m)
- 金剛山 (1638m)

### 南
- 香爐峰（朝鮮語版） (1296m)
- 陳富嶺（朝鮮語版） (542m)
- 弥矢嶺（朝鮮語版） (826m)
- 馬等嶺（朝鮮語版） (1220m)
- 雪岳山 (1708m)
- 白雲山（英語版） (904m)
- 点鳳山（朝鮮語版） (1424m)
- 九龍嶺（朝鮮語版） (1013m)
- 五台山 (1563m) - 分水界は頭老峰（두로봉）(1421m) を通る。
- 桂芳山（英語版） (1577m)
- 仙子嶺（英語版） (1157m)
- 大関嶺 (832m)
- 牛頭山（英語版） (473m)
- 鵲城山（英語版） (846m)
- 徳項山（朝鮮語版） (1071m)
- 三水嶺（朝鮮語版） (935m)
- 白茯嶺（朝鮮語版） (750m)
- 青玉山（英語版） (1404m)
- 頭陀山（朝鮮語版） (1353m)
- 咸白山（英語版） (1573m)
- 鷹峰山（朝鮮語版） (1303m)
- 金台峰（朝鮮語版） (1418m)
- 杜門洞ジェ（朝鮮語版） (1268m)
- 晩項ジェ（朝鮮語版） (1330m)
- 花房ジェ（朝鮮語版） (950m)
- 太白山 (1567m)
- 白屏山（朝鮮語版） (1259m)
- 道力ジェ（朝鮮語版） (750m)
- 馬駆嶺（朝鮮語版） (820m)
- 小白山（朝鮮語版） (1440m)
- 竹嶺（朝鮮語版） (689m)
- 伐ジェ（朝鮮語版） (625m)
- 鳥嶺山（英語版） (1017m)
- 梨花嶺（朝鮮語版） (548m)
- 白華山（朝鮮語版） (1063m)
- 曦陽山（英語版） (999m)
- 大耶山（英語版） (931m)
- 鳥項山（朝鮮語版） (951m)
- 俗離山 (1058m)

- 大美山（英語版） (1115m)

- 秋風嶺 (200m)
- 黄嶽山（朝鮮語版） (1111m)
- 牛頭嶺（朝鮮語版） (720m)
- 岷周之山（朝鮮語版） (1242m) - 分水界は三道峰（朝鮮語版） (1177m) を通る。
- 徳山ジェ（朝鮮語版） (544m)
- 大徳山（英語版） (1290m)
- 徳裕山（英語版） (1614m)＝香積峰（향적봉） - 分水界は白岩峰（백암봉）(1480m) と南徳裕山（남덕유산）(1507m) を通る。
- 六十嶺（朝鮮語版） (734m)
- 峰火山（朝鮮語版） (920m)
- 万福台（朝鮮語版） (1433m)
- 姓三ジェ（朝鮮語版） (1102m)
- 老姑壇（朝鮮語版） (1507m)
- 碧宵嶺（朝鮮語版） (1350m)
- 智異山 (1915m)